# Uvoz
Uvoz naziv je za uvoz proizvoda, usluga ili poslovnih subjekata koji dolaze izvan države. Predstavlja dio međunarodne trgovine. Uvoz robe obično zahtijeva sudjelovanje carinskih vlasti, a često je predmet uvozne kvote, carine i trgovinskih sporazuma.
Suprotnost uvoza je izvoz.
Iznos uvoza značajan je indikator za stanje u gospodarstvu, osobito monetarna vrijednost odnosa uvoza u odnosu na izvoz. Visoki uvoz ukazuje na nedostatak konkurentnosti gospodarstva.
Ako vrijednost uvoza prelazi vrijednost izvezenih dobara i usluga, nastaje trgovinski deficit, a suficit u suprotnom slučaju. 
Ako je vrijednost uvoza veća od vrijednosti izvoza, razlika pridonosi smanjenju vanjskog duga. 

## Vanjske poveznice
- HGK